# 조드럴 뱅크 천문대
조드럴 뱅크 천문대(영어: Jodrell Bank Observatory)는 영국 잉글랜드 맨체스터 남쪽 32km 지점의 조드럴 뱅크에 위치한 맨체스터 대학교의 천문대이다. 2019년 유네스코 세계유산에 등재되었다.

## 역사
전파천문학자 앨프레드 러벨(Alfred Lovelle)이 1945년 맨체스터 대학교 물리학과 강사로 있으면서 대학 내 식물학과 부지에 버려져 있던 레이다 장비를 가지고 천문전파연구를 시작한 데서 비롯되었다.
유성(流星) 연구와 관련된 탐사에서 업적을 인정받아 맨체스터 대학교 전파천문학 교수로 승진, 재직(1951~1980)하면서 더욱 크고 정교한 전파망원경을 계획 및 제작하기 시작하여 1957년에 세계에서 가장 큰 구경 76.2m의 포물선형 러벨 (Lovell) 전파망원경을 완성하였다. 러벨이 이 망원경을 만든 이유는 1957년 10월 4일 발사하기로 한 소련의 스푸트니크 1호를 추적하려는 의도에서 시작되었다.

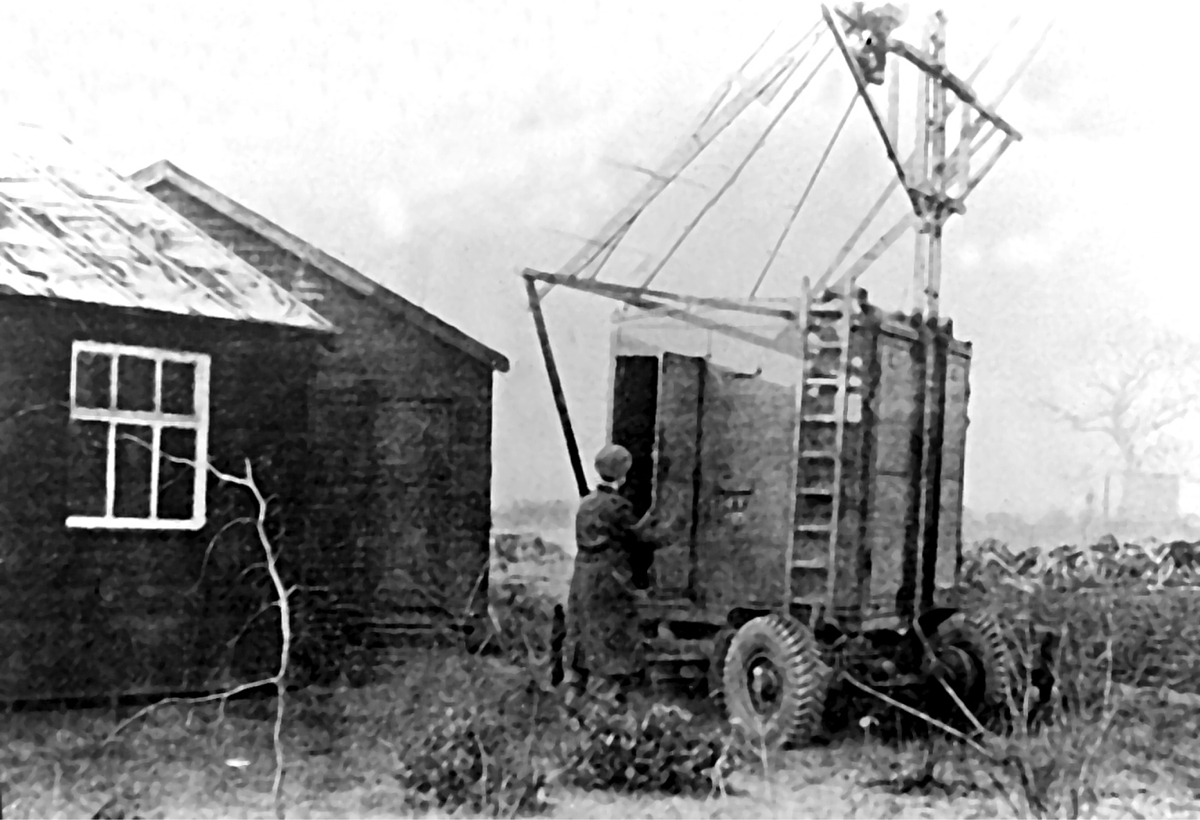
조드럴 뱅크 천문대의 최초 망원경 1945년 (Jodrell Bank Observatory 1945)

## 구성
조드럴 뱅크 천문대가 소유한 대표 망원경은 러벨(구경 76.2m), 마크2 (구경 38.1m), 마크3 이고 마크4 (구경 300m), 마크5 (구경 150m), 마크6 (구경 114m) 제작 계획중에 있다.

### 러벨 (Lovell) 망원경

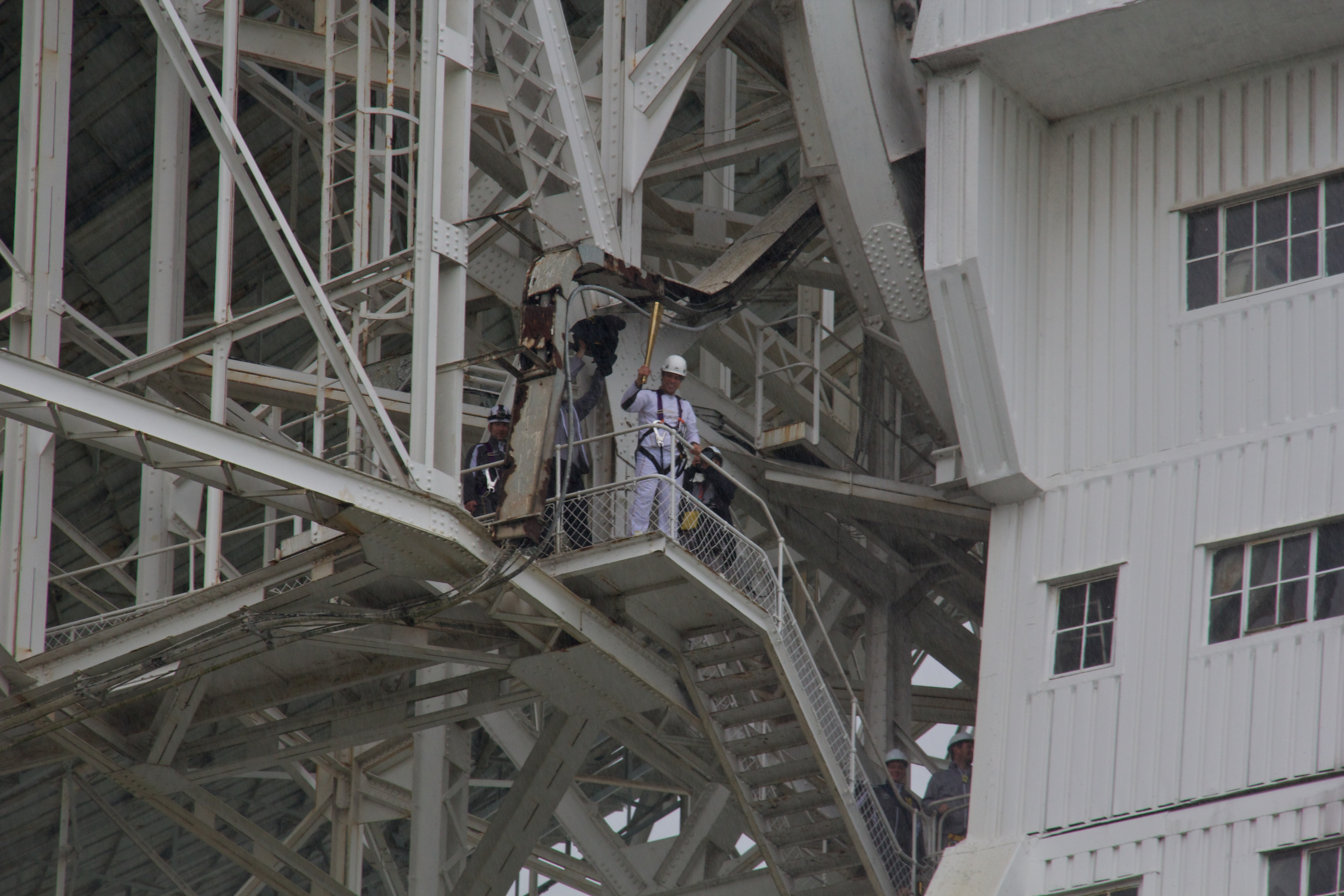
런던올림픽 성화봉송에 사용된 러벨망원경 (Olympic Torch 2012 at Jodrell Bank).

러벨 망원경은 매분 20도씩 수정·회전하며 반사경은 매분 24도씩 수직으로 움직인다.
그후 이 전파망원경은 인공위성·우주탐사선·유인우주선 등의 위치를 정확하게 파악했을 뿐만 아니라 이들이 보내는 전송자료를 수집하는 역할도 하였다. 그 밖에 2대의 38×25m의 직사각 포물선형 전파망원경이 설치되어 태양전파·전파별·인공위성 등을 관측하고 있다.

### 마크2 (Mark2) 망원경
마크2 (Mark2) 전파망원경은 1964년 조드럴 뱅크 천문대에 세워졌다.

### 조드럴 뱅크 천문대 센터

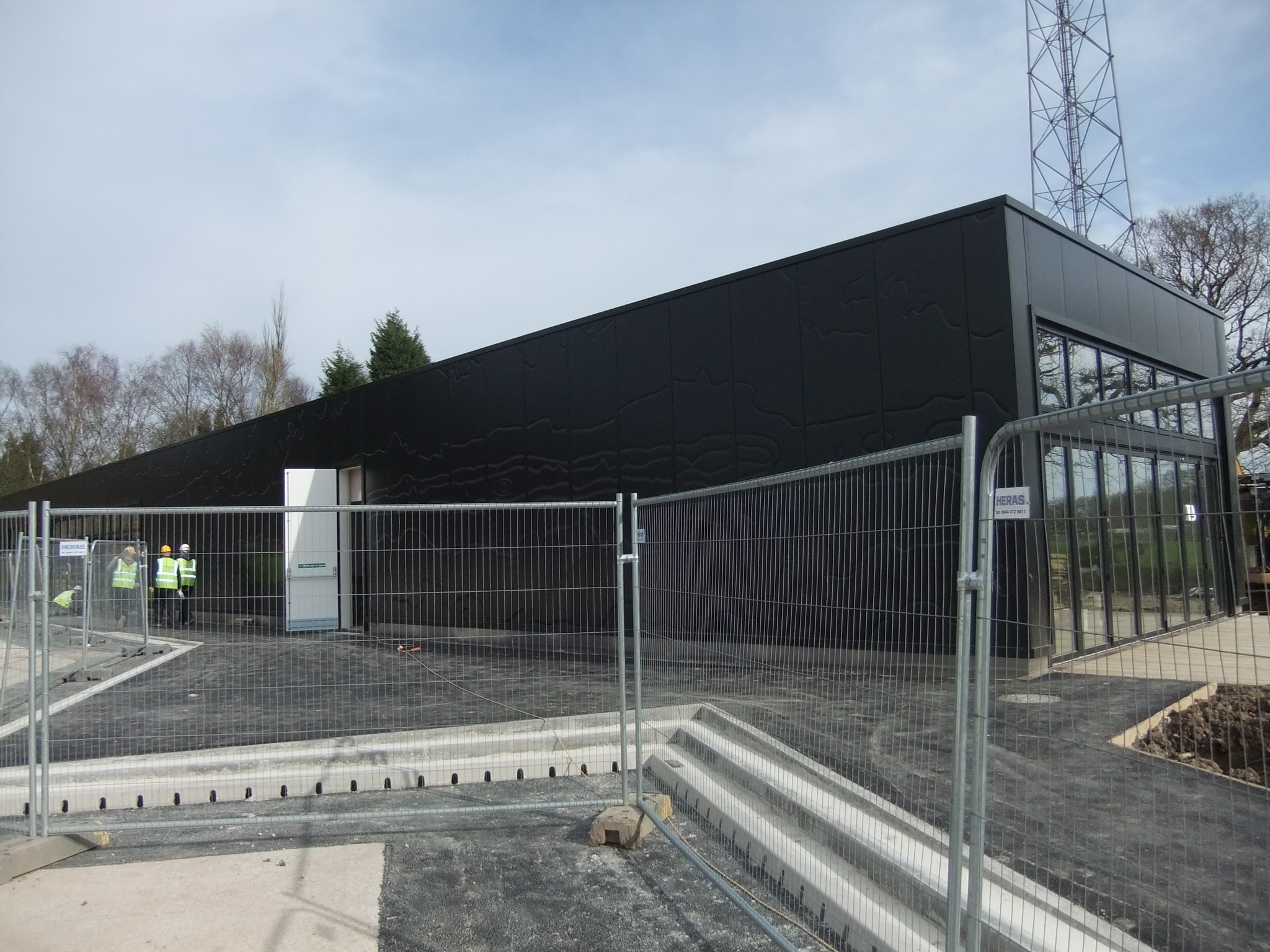
조드럴 뱅크 천문대 센터 (Jodrell Bank Observatory Centre)

기존의 조드럴 뱅크 천문대 센터는 2010년 10월 폐관하고 2011년 4월에 새롭게 준공한 조드럴 뱅크 천문대 센터가 개장하였다.

## 같이 보기
- 유럽 초대형 망원경
- 라 시야 천문대
- 파라날 천문대
- VLT (망원경)
- 영국의 세계유산